# Aymen Abdennour
Aymen Abdennour (ar. أيمن عبد النور, ur. 6 sierpnia 1989 w Susie) – piłkarz tunezyjski grający na pozycji środkowego obrońcy. Obecnie jest piłkarzem Marsylii.

## Kariera klubowa

### Wczesne lata
Swoją karierę piłkarską Abdennour rozpoczął w klubie Étoile Sportive du Sahel z miasta Susa. W 2008 roku zadebiutował w nim w pierwszej lidze tunezyjskiej.
W 2010 roku Abdennour został wypożyczony na pół roku do niemieckiego Werderu Brema. W Bundeslidze zadebiutował 16 stycznia 2010 w przegranym 0:1 wyjazdowym meczu z Eintrachtem Frankfurt. Latem 2010 wrócił do Étoile du Sahel i w 2011 roku zdobył z nim Puchar Prezydenta Tunezji.

### Francja
Latem 2011 roku Abdennour przeszedł do francuskiego Toulouse FC. W Ligue 1 zadebiutował 6 sierpnia 2011 w wygranym 2:0 wyjazdowym meczu z AC Ajaccio.
31 stycznia 2014 roku został nowym piłkarzem AS Monaco. Zawodnik trafił do swojego nowego klubu na zasadzie wypożyczenia do końca sezonu z możliwością późniejszego transferu definitywnego za 15 milionów euro.

## Statystyki
| Sezon   | Klub                | Kraj      | Rozgrywki        | Mecze | Bramki | Rozgrywki Europy                    | Mecze | Bramki |
| ------- | ------------------- | --------- | ---------------- | ----- | ------ | ----------------------------------- | ----- | ------ |
| 2008/09 | Étoile du Sahel     | Tunezja   | T.Ligue 1        | 12    | 5      | -                                   | -     | -      |
| 2009/10 | Étoile du Sahel     | Tunezja   | T.Ligue 1        | 12    | 1      | -                                   | -     | -      |
| 2009/10 | Werder Brema (wyp.) | Niemcy    | Bundesliga       | 6     | 0      | Liga Europy UEFA                    | 2     | 0      |
| 2010/11 | Étoile du Sahel     | Tunezja   | T.Ligue 1        | 20    | 4      | -                                   | -     | -      |
| 2011/12 | Toulouse FC         | Francja   | Ligue 1          | 32    | 2      | -                                   | -     | -      |
| 2012/13 | Toulouse FC         | Francja   | Ligue 1          | 30    | 1      | -                                   | -     | -      |
| 2013/14 | Toulouse FC         | Francja   | Ligue 1          | 15    | 0      | -                                   | -     | -      |
| 2013/14 | AS Monaco           | Francja   | Ligue 1          | 6     | 0      | -                                   | -     | -      |
| 2014/15 | AS Monaco           | Francja   | Ligue 1          | 18    | 0      | Liga Mistrzów UEFA                  | 6     | 1      |
| 2015/16 | Valencia CF         | Hiszpania | Primera División | 22    | 0      | Liga Mistrzów UEFA Liga Europy UEFA | 4 1   | 0 0    |
| 2016/17 | Valencia CF         | Hiszpania | Primera División | 14    | 0      | -                                   | -     | -      |
| 2017/18 | Olympique Marsylia  | Francja   | Ligue 1          | 8     | 0      | Liga Europy UEFA                    | 2     | 0      |

Stan na: 5 czerwca 2018 r.

## Kariera reprezentacyjna
W reprezentacji Tunezji Abdennour zadebiutował w 2008 roku. W 2011 roku wygrał z Tunezją Mistrzostwa Narodów Afryki. W 2012 roku został powołany do kadry na Puchar Narodów Afryki 2012.